# تحلیف جو بایدن
تحلیف جو بایدن (انگلیسی: Inauguration of Joe Biden) به عنوان چهل و ششمین رئیس‌جمهور و کاملا هریس به عنوان چهل و نهمین معاون رئیس‌جمهور ایالات متحده آمریکا در روز ۲۰ ژانویه ۲۰۲۱ در ضلع غربی کاخ کنگره آمریکا واقع در واشینگتن، دی.سی. آغازگر دوره ۴ ساله ریاست‌جمهوری او گردید. این پنجاه و نهمین مراسم روز معارفه رئیس‌جمهور بود.
مراسم تحلیف در میان بحران‌های کم‌سابقه سیاسی، بهداشت عمومی، اقتصادی و امنیت ملی برگزار شد؛ تلاش ترامپ برای تغییر نتیجه انتخابات ۲۰۲۰ زمینه‌ساز حمله به کاخ کنگره شد و مجلس نمایندگان او را برای دومین مرتبه استیضاح کرد و بیم ایجاد ناآرامی منجر به حضور نیروهای حافظ امنیت در سراسر کشور شد. به دلیل دنیاگیری کووید-۱۹ به منظور جلوگیری از شیوع بیشتر ویروس و نیز کاهش احتمال سر زدن خشونت در نزدیکی کاخ کنگره، مراسم نسبت به ادوار قبل به صورت محدودتری برگزار شد. تنها اعضای کنگره و یکی از همراهانشان به صورت حضوری در محل حاضر شدند و پوشیدن ماسک، تست، دماسنجی و فاصله‌گذاری اجتماعی برای حضور در مراسم اجباری بود.

## شرح مراسم
مراسم به‌طور رسمی با دعای کشیش کاتولیک آغاز شد و سپس سرود ملی آمریکا توسط لیدی گاگا اجرا گردید. جنیفر لوپز نیز در فاصله مابین سوگند کامالا هریس و جو بایدن، یک قطعه اجرا کرد.
 جو بایدن به مدت تقریباً ۲۰ دقیقه سخنرانی کرد و مورد تشویق و استقبال حضار قرار گرفت.